# Héctor Méndez (actor)
 Héctor Méndez  fue un actor que nació en  Argentina en 1913 y falleció en Mar del Plata, provincia de Buenos Aires el 28 de marzo de 1980.
Su carrera artística la comenzó en 1935 integrando la compañía teatral Muiño-Alippi en la  obra Vivamos como Dios manda. Trabajó más adelante en otras importantes compañías como las de Francisco Petrone, Lola Membrives, Tita Merello y, durante varios años, en la de Mecha Ortiz, en cuyo elenco obtuvo en 1944 un premio como actor de reparto por la obra Leocadia. Cuando Alberto Closas y Julia Gutiérrez Caba representaron Flor de cactus fue el único actor argentino que integró el elenco. 
Debutó en cine en El hombre que nació dos veces (1938) y trabajó, siempre en papeles de soporte, en muchos filmes, el último de los cuales fue El diablo metió la pata en 1980. También laboró en televisión desde los inicios de la misma en Argentina.   
Héctor Méndez fue autor del tema Yo soy del 30 que fuera grabado por varias orquestas de tango. Estuvo casado con la también actriz Tina Helba y falleció en la ciudad de Mar del Plata el 28 de marzo de 1980.

## Filmografía
Actor
- El diablo metió la pata    (1980)
- Los drogadictos  (1979) …Jordán
- La malavida (1973)…Schwarz
- Pájaro loco (1971)
- Kuma Ching (1969)…Capitán de submarino
- Deliciosamente amoral (1969)
- Crimen sin olvido (Inédita) (1968)
- La Perra (1967)
- La cigarra está que arde (1967)
- Del brazo y por la calle (1966)
- Santiago querido! (1965)
- Bicho raro (1965)
- La herencia (1964)
- Los evadidos (1964)…Parker 51
- La cigarra no es un bicho (1963)
- Rata de puerto (1963)…Guzmán
- Canuto Cañete, conscripto del siete (1963)…Falso abogado
- El asalto (1960)…Oscar
- El campeón soy yo (1955)
- El amor nunca muere (1955)
- El hombre que debía una muerte (1955)…Arquitecto Carlomagno
- Detective (1954)
- Mi viudo y yo (1954)
- Los ojos llenos de amor (1954)
- Un ángel sin pudor (1953)
- Payaso  (1952)
- Deshonra (1952)
- Vuelva el primero!  (1952)
- Cosas de mujer (1951)
- Paraíso robado (1951)
- Un hombre solo no vale nada (1949)
- Por ellos... todo  (1948)
- Donde mueren las palabras (1946)
- Adán y la serpiente  (1946)
- La señora de Pérez se divorcia (1945)
- Vidas marcadas (1942)
- La hora de las sorpresas (1941)
- Chingolo (1940)
- Huella (1940)
- El susto que Pérez se llevó (1940)
- Nuestra tierra de paz (1939)
- La casa del recuerdo (1939)
- El hombre que nació dos veces (1938)
- Kilómetro 111  (1938)
- Tres anclados en París  (1938) .... Director en reunión.

## Televisión
- Candilejas  (1965) Serie
- La esposa constante  (1959) Serie